# Julien Flegenheimer
Pour les articles homonymes, voir Fleghenheimer.
Julien Flegenheimer, né le 25 avril 1880 à Genève et mort le 1er octobre 1938 dans la même ville, est un architecte suisse.

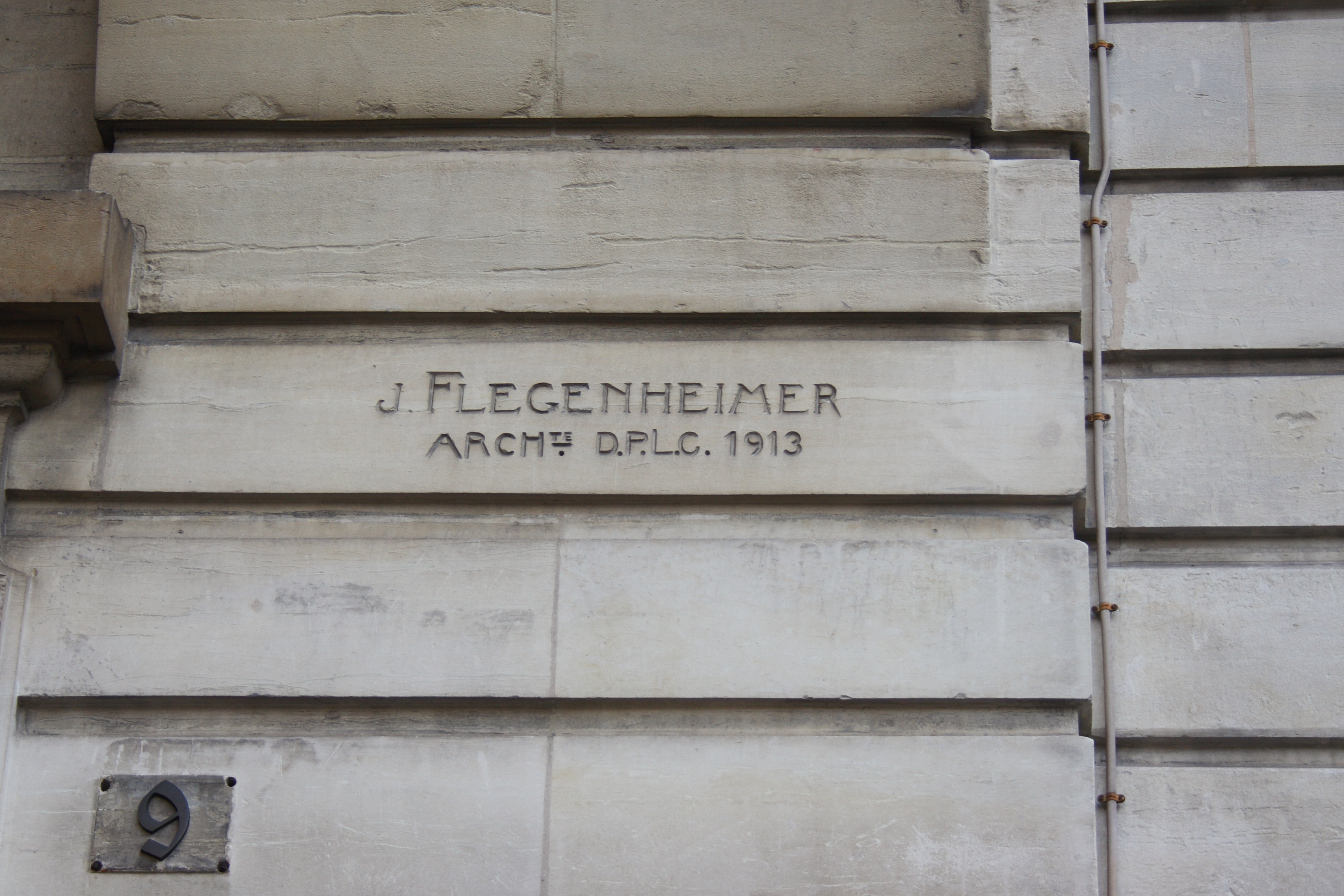
Signature sur l'immeuble au 9 rue Huysmans à Paris

## Biographie
D'origine juive, il est le cousin de l'auteur Edmond Fleg et un protagoniste de l'architecture dite "moderne".
Après des études à l'École polytechnique fédérale de Zurich et à l'École des beaux-arts de Paris, dont il sort lauréat, il s'associe avec Henri-Paul Nénot. Il réalise plusieurs immeubles à Paris, dont le temple du culte antoiniste situé dans le 13e arrondissement ; il participe à Strasbourg à la construction de galeries Tietz avec Gustave Oberthür (architecte munichois) ; il restaure le château de Caprarola - dit aussi villa Farnèse - en Italie, et construit un centre balnéaire à Beauvallon dans le Var dont le Golf-Hôtel, aujourd'hui devenu l'Hôtel Le Beauvallon.
Dans les années 1910, il érige un ensemble de trois immeubles aux numéros 7 et 9 de la rue Huysmans et 107 du boulevard Raspail, à Paris. En 1914, il construit et signe celui du 6, square de l'Alboni 75116. Auparavant, en 1912, Il construit et signe celui du 10, Rue du Colonel-Moll au coin du 2, Rue des Colonels-Renard dans le 17e arrondissement de Paris.
Revenu à Genève en 1919, il bâtit des édifices à Zurich, à Arosa ainsi que dans sa ville. En 1924, il est fait chevalier de la Légion d’honneur.
En 1926, il gagne le concours pour la reconstruction de la Gare Cornavin détruite par un incendie en 1909. Cette réalisation lui prendra 5 ans, période au cours de laquelle il présente aussi un projet avec son acolyte Henri-Paul Nénot pour la construction du Palais des Nations à Genève de 1929 à 1938, projet qui sort lauréat du concours et auquel viendront se joindre trois autres architectes : Camille Lefèvre, Carlo Broggi, et Giuseppe Vago.
Parmi les autres réalisations de Julien Flegenheimer, citons deux immeubles d'habitation aux angles des rue Huysmans et boulevard Raspail à Paris en 1913 et 1914, en 1925 l'Hôtel Mon Repos à Genève, le bâtiment d'archives de la Banque de Paris et des Pays-Bas en 1929 à Paris - en collaboration avec les architectes Henri Bard et F. Garella ; l'oratoire israélite de Veyrier dans le canton de Genève en 1931 ; le Palais de Thermes dans le domaine royal d'Ostende en Belgique (Thermae Palace d'Ostende) en 1933 - aussi en collaboration avec Henri Bard et F. Garella -, et l'extension du plan d'Anvers en Belgique en 1933.
Peu d'études ont vu le jour sur cet architecte dont les œuvres sont pourtant majeures. Pionnier de l'architecture moderne, ses réalisations sont avant-gardistes, bien avant l'exposition des Arts déco qui se déroulera en 1925. Peintre à ses heures, Julien Flegenheimer s'illustrera également par la réalisation de nombreuses aquarelles qui seront exposées au Musée Rath de Genève en 1934 puis, au printemps suivant, à la Galerie Charpentier de Paris. Jean Plançon consacre une biographie conséquente à cet architecte dans son deuxième volume de l'Histoire de la Communauté juive de Carouge et de Genève.

## Sources
Biographie